# Brote (botánica)

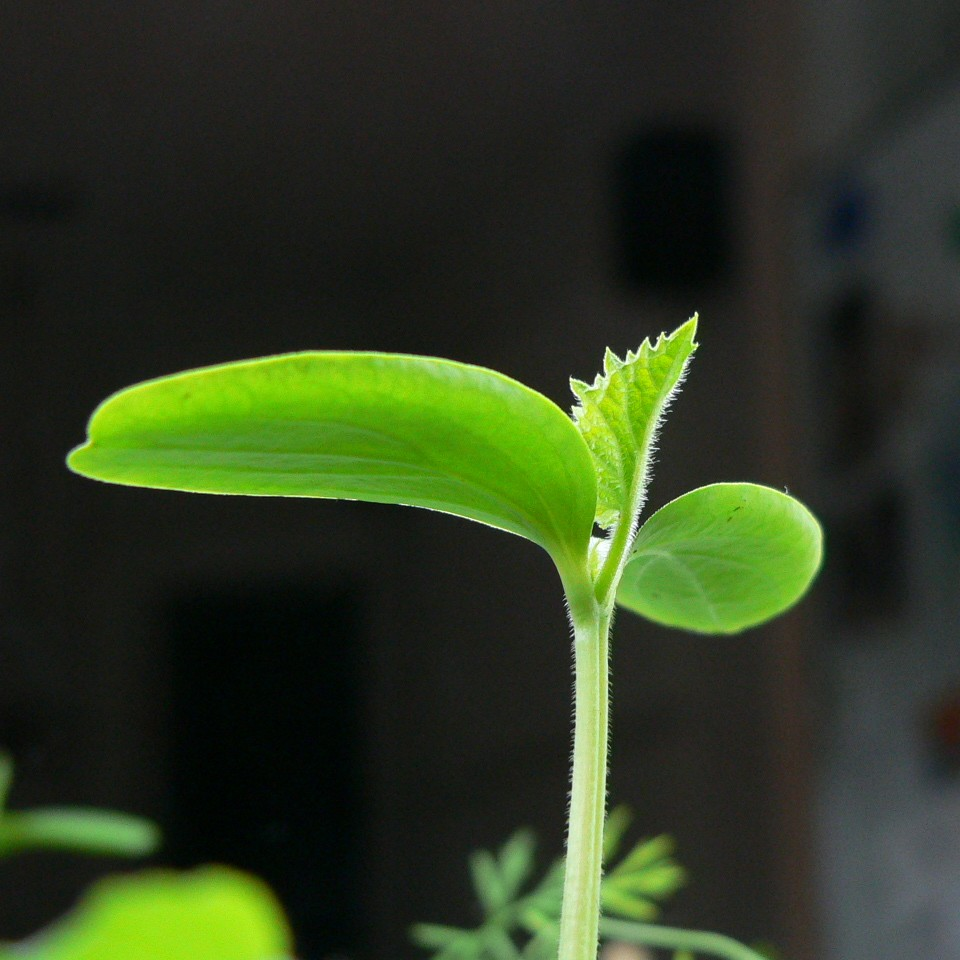
Brote de un Cucumis sativus.

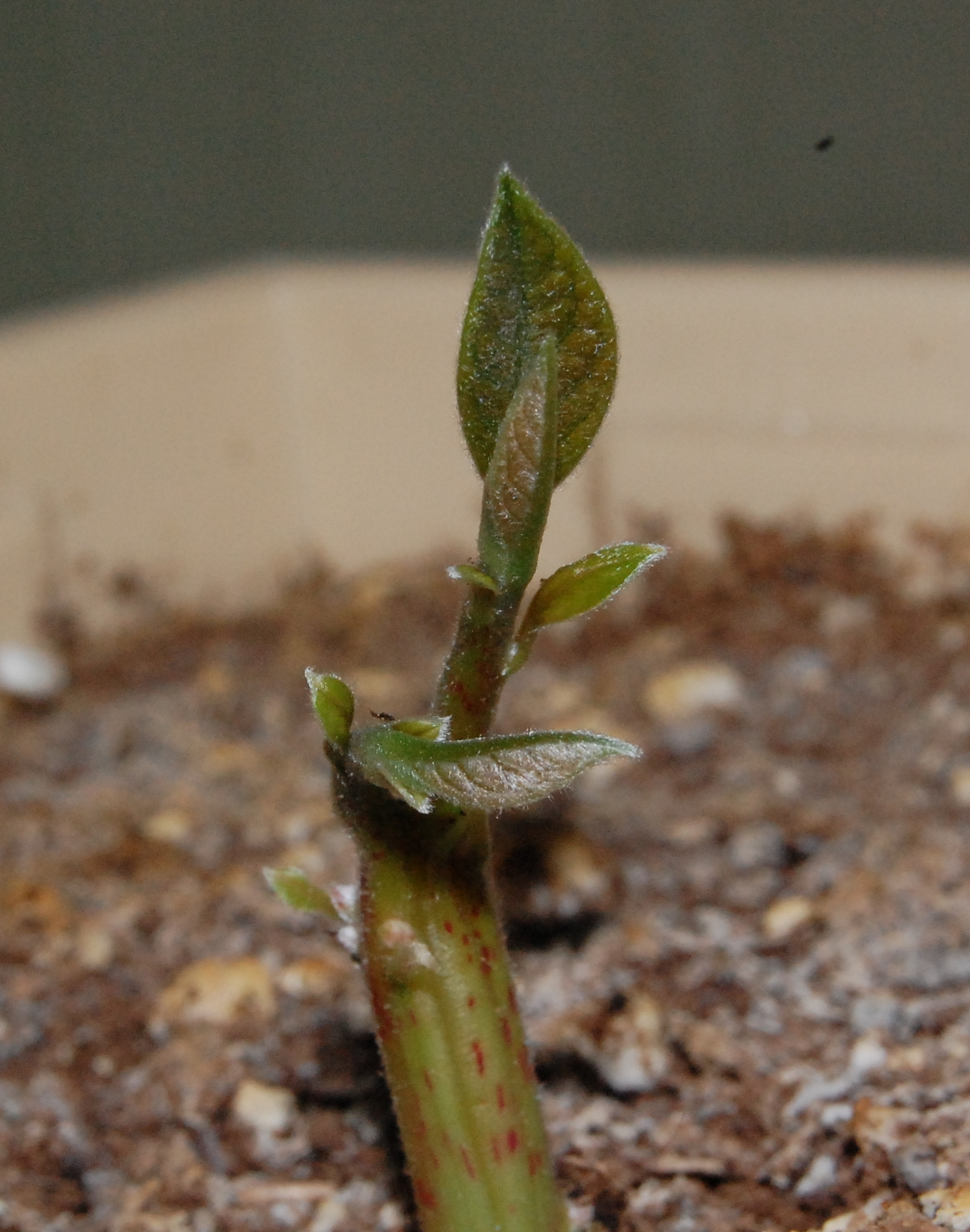
Brotes de hojas de Cactus

Se llama brote a los nuevos crecimientos de las plantas, que pueden incluir tallos, yemas y hojas. El brote de germinación de la semilla que crece hacia arriba es un brote que desarrollará hojas. En la primavera, los brotes de plantas perennes son el nuevo crecimiento desde el suelo en las plantas herbáceas o el nuevo crecimiento de flores o tallos en las plantas leñosas.
Los brotes no deben ser confundidos con los tallos, que son un componente crítico de los aquellos, al proveerles un eje para el crecimiento de yemas, frutos y hojas.
Los brotes a menudo son comidos por los animales debido a que las fibras en el nuevo crecimiento todavía no han completado el desarrollo de pared celular secundaria, esto hace a los brotes más suaves y más fáciles de masticar y digerir. Cuando los brotes crecen y envejecen, las células completan el desarrollo de las paredes celulares que tienen una estructura dura y resistente. Algunas plantas (por ejemplo, los helechos) producen toxinas que hacen sus brotes comestibles menos apetecibles.